# Parmenolamia unifasciata
Parmenolamia unifasciata là một loài bọ cánh cứng trong họ Cerambycidae.